# Castillo de Trujillo
El castillo de Trujillo es una fortaleza construida entre el siglo IX y el siglo XII en la localidad cacereña de Trujillo (España). Está situada en la parte más alta de la localidad, en un cerro conocido como Cabeza del Zorro. 

## Arquitectura

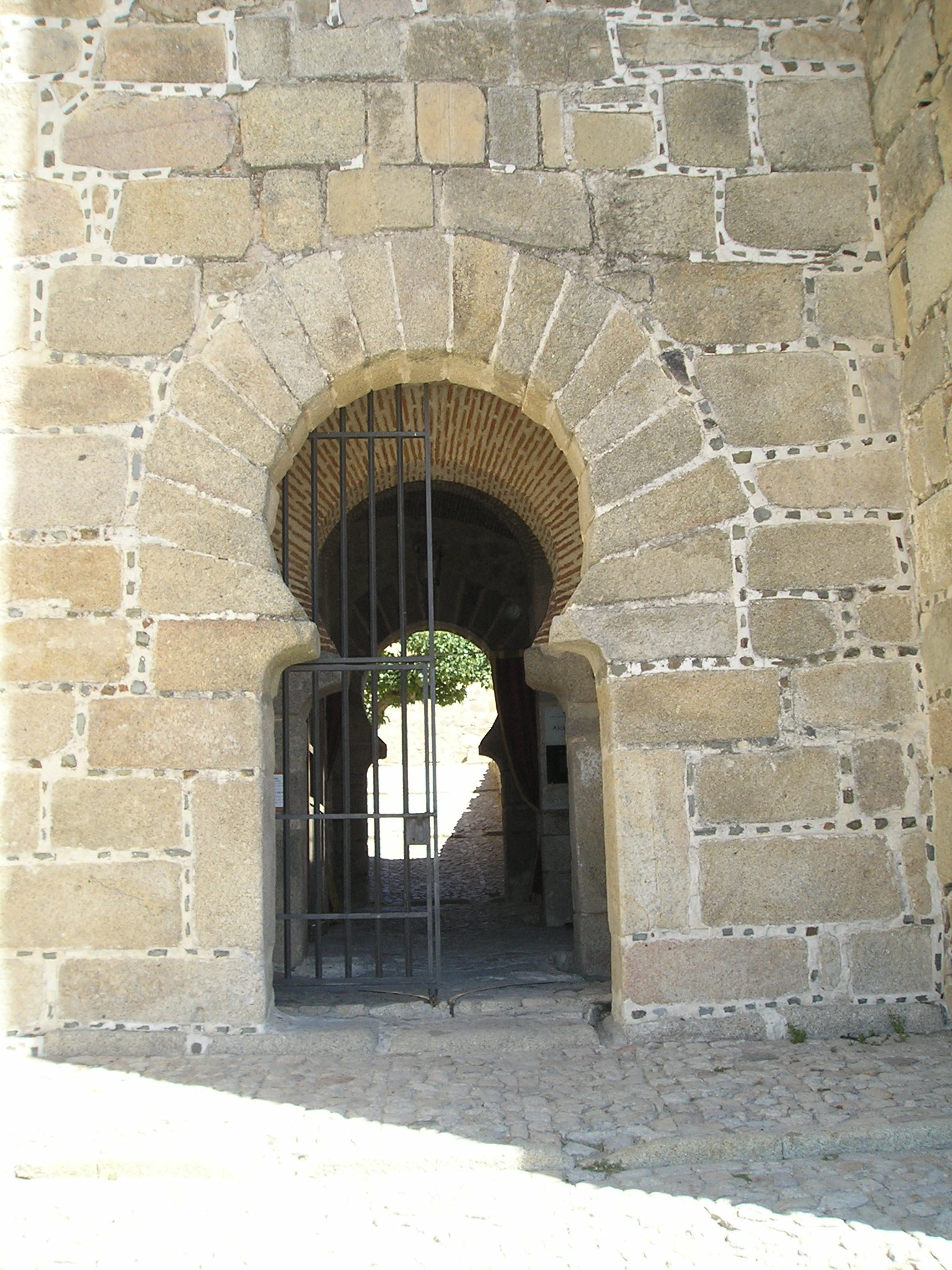
Puerta de acceso con arco de herradura, vista desde el interior.

Los restos más antiguos que se conservan son dos aljibes árabes. El castillo está construido con bloques de granito de sillería y tiene alrededor suyo varias torres cuadradas defensivas, dos de las cuales protegen la puerta de entrada, que tiene arco de herradura y una imagen de la Virgen de la Victoria, patrona de Trujillo. En el siglo XV se le añadió un segundo recinto amurallado o albacara.

## Recinto amurallado

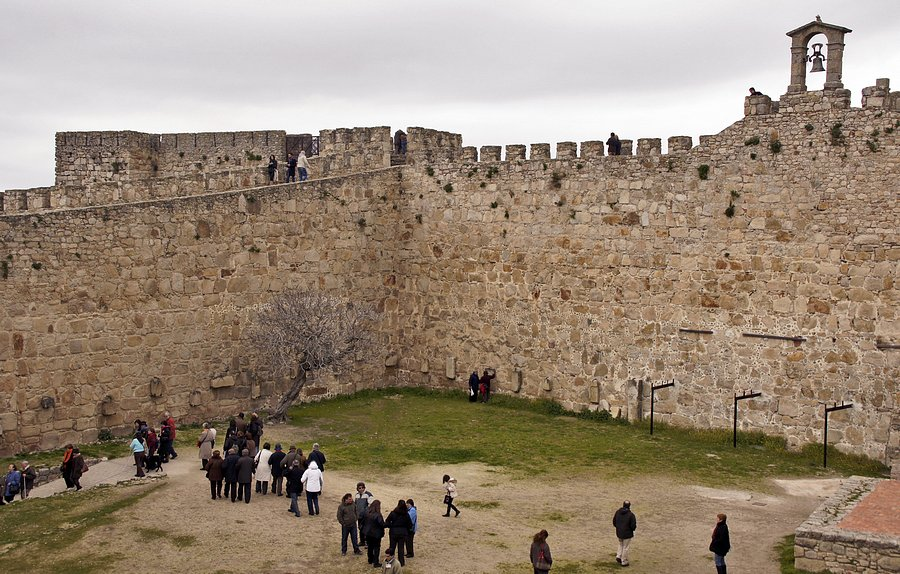
Patio de armas del castillo.

La murallas de Trujillo están construidas en sillería y mampostería, con algunas torres y almenas. Origínalmente poseía 7 puertas, de las que actualmente se conservan cuatro: las de San Andrés, Santiago, de Coria y del Triunfo. Dichas puertas fueron reformadas en los siglos XV y XVI. También quedan 17 torres con forma rectangular. El espacio que queda dentro del recinto amurallado es conocido como el barrio viejo de la villa.